# Stan Ivar
Stan Ivar (* 11. Januar 1943 in Brooklyn, New York) ist ein US-amerikanischer Schauspieler.

## Leben
Bekannt wurde Ivar vor allem durch die Rolle des John Carter in Unsere kleine Farm, die er von 1982 bis 1984 in 19 Folgen der Serie sowie drei Fernsehfilmen verkörperte. Außerdem hatte er Gastauftritte in Fernsehserien wie Cagney & Lacey, Eine schrecklich nette Familie, Practice – Die Anwälte und Navy CIS. Darüber hinaus trat Ivar in Filmen wie Rock-a-Doodle – Ein Hahn erobert die Stadt auf.

## Filmografie
- 1982–1983: Unsere kleine Farm (Little House on the Prairie, Fernsehserie, 19 Folgen)
- 1983: Unsere kleine Farm – Alberts Wille (Little House: Look Back to Yesterday, Fernsehfilm)
- 1984: Unsere kleine Farm – Das Ende von Walnut Grove (The Last Farewell, Fernsehfilm)
- 1984: Chefarzt Dr. Westphall (St. Elsewhere, Fernsehserie, eine Folge)
- 1984: Unsere kleine Farm – Wo ist Rose? (Little House: Bless All the Dear Children, Fernsehfilm)
- 1985: Cagney & Lacey (Fernsehserie, eine Folge)
- 1985: Die dunkle Macht der Finsternis (Creature)
- 1985: Agentin mit Herz (Scarecrow and Mrs. King, Fernsehserie, eine Folge)
- 1985: Die Fälle des Harry Fox (Crazy like a Fox, Fernsehserie, eine Folge)
- 1985–1996: Zeit der Sehnsucht (Days of Our Lives, Fernsehserie, 61 Folgen)
- 1987: Alamo – 13 Tage bis zum Sieg (The Alamo: Thirteen Days to Glory, Fernsehfilm)
- 1987: Simon & Simon (Fernsehserie, eine Folge)
- 1987: Ein Engel auf Erden (Highway to Heaven, Fernsehserie, 2 Folgen)
- 1988: Matlock (Fernsehserie, eine Folge)
- 1988: Die Schöne und das Biest (Beauty and the Beast, Fernsehserie, eine Folge)
- 1988: Das Model und der Schnüffler (Moonlighting, Fernsehserie, eine Folge)
- 1988: Meine Freunde, deine Freunde (Who Gets the Friends?, Fernsehfilm)
- 1988: Hunter (Fernsehserie, eine Folge)
- 1988: Mutter geht auf Männerjagd (Take My Daughters, Please, Fernsehfilm)
- 1989: The Big Picture
- 1990: Jake und McCabe – Durch dick und dünn (Jake and the Fatman, Fernsehserie, eine Folge)
- 1990: Wer ist hier der Boss? (Who’s the Boss?, Fernsehserie, 2 Folgen)
- 1990: Flash – Der Rote Blitz (The Flash, Fernsehserie, eine Folge)
- 1990: Beverly Hills, 90210 (Fernsehserie, eine Folge)
- 1991: Der Ballerina Killer (The Killing Mind, Fernsehfilm)
- 1991: Der Nachtfalke (Midnight Caller, Fernsehserie, eine Folge)
- 1991: Rock a Doodle
- 1991: Harley Davidson & The Marlboro Man (Harley Davidson and the Marlboro Man)
- 1992: Der Fremdgeher – Eine Ehefrau rechnet ab (A House of Secrets and Lies, Fernsehfilm)
- 1993: Zwei Asse im Schnee (Aspen Extreme)
- 1993: Die Macht der Liebe (Torch Song, Fernsehfilm)
- 1994: Palm Beach-Duo (Silk Stalkings, Fernsehserie, eine Folge)
- 1994: Eine schrecklich nette Familie (Married... with Children, Fernsehserie, eine Folge)
- 1995: Nachtschicht mit John (The John Larroquette Show, Fernsehserie, eine Folge)
- 1995: Star Trek: Raumschiff Voyager (Star Trek: Voyager, Fernsehserie, 4 Folgen)
- 1995: Mord ist ihr Hobby (Murder, She Wrote, Fernsehserie, eine Folge)
- 1997: Eine starke Familie (Step by Step, Fernsehserie, eine Folge)
- 1997: Ally McBeal (Fernsehserie, eine Folge)
- 1998: Eine betrügerische Hochzeit (Chance of a Lifetime, Fernsehfilm)
- 1998: Cybill (Fernsehserie, eine Folge)
- 1998: Just Shoot Me – Redaktion durchgeknipst (Just Shoot Me!, Fernsehserie, eine Folge)
- 1998: Schatten der Leidenschaft (The Young and the Restless, Fernsehserie, 2 Folgen)
- 1999: Immer wieder Fitz (Cracker, Fernsehserie, eine Folge)
- 2000–2004: Practice – Die Anwälte (The Practice, Fernsehserie, 3 Folgen)
- 2010: Navy CIS (Navy NCIS, Fernsehserie, 2 Folgen)